# El último mundo
El último mundo (en alemán: Die letzte Welt) es una novela de 1988 del escritor austriaco Christoph Ransmayr. Ambientada en un período de tiempo inconsistente, cuenta la historia de un hombre, Cotta, que viaja a Tomi para buscar al poeta Naso, que se había establecido allí en el exilio político, después de escuchar rumores de que Naso había muerto. En la ciudad, Cotta se encuentra con varios personajes de Las metamorfosis de Ovidio. The Last World se publicó en inglés en 1990, traducido por John E. Woods.

## Recepción
Kirkus Reviews calificó el libro como una «obra histórica ambiciosa y elegante». Robert Irwin escribió en The New York Times: «Esta notable segunda novela de Christoph Ransmayr, un joven novelista austriaco, lleva la convicción de un sueño siniestro». Irwin primero lo comparó con las obras de los pintores surrealistas, después de lo cual escribió: «Pero el mundo cambiante en el que Cotta lleva a cabo su búsqueda se debe más a la literatura latina que a la teoría surrealista. ... El último mundo, con sus anacronismos y deformaciones cuidados, es un brillante ejercicio de historia literaria alternativa».
Richard Eder de Los Angeles Times describió el libro como una «poderosa alegoría del ascenso, la caída y el cambio», y escribió:
No hay nada olímpico o didáctico en la parábola de Ransmayr. Está contada en los extremos, en imágenes ásperas y elipses desoladas. Está entrelazado con misterios: ¿Dónde está Ovidio? ¿Quiénes son los habitantes del pueblo con los que Cotta se encuentra en Tomi?—y su tono es grotesco y helado por turnos.
Eder vio una falla en cómo la gente del pueblo de Tomi, a diferencia de los personajes de Las metamorfosis, no se vuelven conmovedores para el lector, lo que hace que la historia sea «de madera». Eder escribió: «Como parábola, sin embargo, tiene una fuerza vívida e inquietante».
La traducción al inglés recibió el premio Schlegel-Tieck para traducciones del alemán de 1991 de la Sociedad de Autores del Reino Unido.